# Актогай (Махамбетський район)
Актога́й (каз. Ақтоғай) — село у складі Махамбетського району Атирауської області Казахстану. Адміністративний центр Актогайського сільського округу.
Населення — 939 осіб (2021; 965 у 2009, 864 у 1999, 764 у 1989).